# Songs of Surrender
Songs of Surrender (estilizado como SOS) é o décimo quinto álbum de estúdio da banda de rock irlandesa U2. Produzido pelo guitarrista The Edge, foi lançado em 17 de março de 2023 pelas gravadoras Island e Interscope Records. O álbum inclui versões regravadas e reinterpretadas de 40 canções do catálogo anterior do grupo. A lista completa de faixas é organizada em quatro "álbuns", cada um com o nome de um dos membros da banda. Todos os álbuns de estúdio da carreira do grupo estão representados com exceção de October (1981) e No Line on the Horizon (2009).
O álbum acompanha o livro de memórias de Bono, Surrender: 40 Songs, One Story, lançado em novembro de 2022. Para a edição do audiolivro do livro de memórias, cada capítulo foi brevemente apresentado com uma regravação de canções da banda para a qual foi nomeado, e durante sua turnê promocional, Bono executou várias canções com arranjos simplificados que espelham as versões originais. Os capítulos do livro e as listas de faixas do álbum compartilham 28 músicas em comum.

## Recepção musical
Alexis Petridis do The Guardian afirmou que "a instabilidade conceitual do disco é menos problemática do que sua dificuldade de manejo"; ao ouvir tudo de uma só vez, "se esforça para prender a atenção" e que "levando em doses menores, há grandes momentos marcados por uma sensação de reinvenção genuína." Em sua avaliação de oito estrelas, John Walshe do Hot Press afirmou que as canções "dá à banda e aos ouvintes a chance de se reconectar com elas, de ouvi-las com novos ouvidos [...] servindo para nos lembrar o quão magníficos eles eram originalmente." Com uma crítica negativa, Helen Brown da The Independent afirmou que a "maioria dessas releituras lo-fi faz você sentir mais falta das versões originais" e que "o canto cansado é tão alto na produção de The Edge que você pode praticamente sentir sua barba roçar em seus ouvidos. Ouvir Songs of Surrender com airpods quase me fez pegar um cotonete para limpar a saliva de meus tímpanos."
| Críticas profissionais | Críticas profissionais |
| Avaliações da crítica  | Avaliações da crítica  |
| Fonte                  | Avaliação              |
| ---------------------- | ---------------------- |
| The Guardian           | [ 2 ]                  |
| Hot Press              | 8/10                   |
| The Independent        | [ 4 ]                  |
| The Irish Times        | [ 5 ]                  |
| Mojo                   | [ 6 ]                  |
| PopMatters             | 5/10                   |
| The Times              | [ 8 ]                  |
| Uncut                  | 8/10                   |
| The Daily Telegraph    | [ 10 ]                 |
| NME                    | [ 11 ]                 |
| AllMusic               | [ 12 ]                 |

Lauren Murphy do The Irish Times, publicou que Surrender funciona melhor quando eles "reconhecem as canções que fizeram a banda serem o que são, mas sem se acovardarem diante delas. [...] embora o álbum surpreenda os ouvintes, pode não ser uma 'escuta vital' para ninguém além dos fãs incondicionais do grupo." Tom Doyle da revista Mojo, alegou que para o U2, o álbum "soa como uma espécie de libertação. Se seus erros criativos nas últimas duas décadas foram geralmente causados por suas determinações de acompanhar o pop moderno e buscar incansavelmente a música que funciona nos estádios, então aqui eles se libertaram de tudo isso." John Garratt do PopMatters, questionou a necessidade de um álbum quádruplo com alterações mínimas nas canções e lamentou a mudança da banda de ouvintes anteriormente surpreendentes para previsíveis. Criticou o grupo por "repetir o mesmo erro que 21 anos antes durante o lançamento de The Best of 1990–2000, quando foi lamentavelmente salpicado com 'novas' mixagens — elas simplesmente não são tão interessantes."
Joe Gross, da Rolling Stone, disse que os arranjos simplificados das músicas redimiram The Edge de qualquer alegação de excessividades nos efeitos da guitarra e que seu trabalho no álbum "lembra que essas são canções pesadas podem muito bem serem adaptadas sem qualquer enfeite sônico." Andrew Mueller da Uncut publicou que "os destaques são esplêndidos", destacando "Red Hill Mining Town", "Beautiful Day" e "The Miracle (of Joey Ramone)". Concluiu sua crítica perguntando "se esse reencontro com o legado [do U2] leva a pensamentos de estendê-lo", referindo-se a preencher a lacuna desde o álbum anterior da banda, Experience (2017).

## Listas de faixas
| Versão padrão – CD 1: The Edge |                                  |                                 |         |  |
| N.º                            | Título                           | Álbum original                  | Duração |  |
| 1.                             | "One"                            | Achtung Baby                    | 3:36    |  |
| 2.                             | "Where the Streets Have No Name" | The Joshua Tree                 | 4:17    |  |
| 3.                             | "Stories for Boys"               | Boy                             | 2:51    |  |
| 4.                             | "11 O'Clock Tick Tock"           | Não lançado em álbum            | 3:58    |  |
| 5.                             | "Out of Control"                 | Boy                             | 4:09    |  |
| 6.                             | "Beautiful Day"                  | All That You Can't Leave Behind | 3:53    |  |
| 7.                             | "Bad"                            | The Unforgettable Fire          | 5:31    |  |
| 8.                             | "Every Breaking Wave"            | Songs of Innocence              | 5:11    |  |
| 9.                             | "Walk On (Ukraine)"              | All That You Can't Leave Behind | 4:07    |  |
| 10.                            | "Pride (In the Name of Love)"    | The Unforgettable Fire          | 3:57    |  |
| Duração total:                 | Duração total:                   | Duração total:                  | 41:30   |  |

| Versão padrão – CD 2: Larry |                                           |                                 |         |  |
| N.º                         | Título                                    | Álbum original                  | Duração |  |
| 11.                         | "Who's Gonna Ride Your Wild Horses"       | Achtung Baby                    | 5:17    |  |
| 12.                         | "Get Out of Your Own Way"                 | Songs of Experience             | 3:27    |  |
| 13.                         | "Stuck in a Moment You Can't Get Out Of"  | All That You Can't Leave Behind | 4:34    |  |
| 14.                         | "Red Hill Mining Town"                    | The Joshua Tree                 | 5:02    |  |
| 15.                         | "Ordinary Love"                           | Não lançado em álbum            | 3:13    |  |
| 16.                         | "Sometimes You Can't Make It on Your Own" | How to Dismantle an Atomic Bomb | 5:00    |  |
| 17.                         | "Invisible"                               | Não lançado em álbum            | 4:23    |  |
| 18.                         | "Dirty Day"                               | Zooropa                         | 3:57    |  |
| 19.                         | "The Miracle (of Joey Ramone)"            | Songs of Innocence              | 3:29    |  |
| 20.                         | "City of Blinding Lights"                 | How to Dismantle an Atomic Bomb | 4:55    |  |
| Duração total:              | Duração total:                            | Duração total:                  | 43:17   |  |

| Versão padrão – CD 3: Adam |                                              |                                 |         |  |
| N.º                        | Título                                       | Álbum original                  | Duração |  |
| 21.                        | "Vertigo"                                    | How to Dismantle an Atomic Bomb | 3:29    |  |
| 22.                        | "I Still Haven't Found What I'm Looking For" | The Joshua Tree                 | 4:15    |  |
| 23.                        | "Electrical Storm"                           | The Best of 1990-2000           | 4:13    |  |
| 24.                        | "The Fly"                                    | Achtung Baby                    | 4:02    |  |
| 25.                        | "If God Will Send His Angels"                | Pop                             | 5:14    |  |
| 26.                        | "Desire"                                     | Rattle and Hum                  | 2:56    |  |
| 27.                        | "Until the End of the World"                 | Achtung Baby                    | 4:44    |  |
| 28.                        | "Song for Someone"                           | Songs of Innocence              | 3:48    |  |
| 29.                        | "All I Want Is You"                          | Rattle and Hum                  | 4:28    |  |
| 30.                        | "Peace on Earth"                             | All That You Can't Leave Behind | 4:22    |  |
| Duração total:             | Duração total:                               | Duração total:                  | 41:31   |  |

| Versão padrão – CD 4: Bono |                                        |                                 |         |  |
| N.º                        | Título                                 | Álbum original                  | Duração |  |
| 31.                        | "With or Without You"                  | The Joshua Tree                 | 3:14    |  |
| 32.                        | "Stay (Faraway, So Close!)"            | Zooropa                         | 5:03    |  |
| 33.                        | "Sunday Bloody Sunday"                 | War                             | 4:13    |  |
| 34.                        | "Lights of Home"                       | Songs of Experience             | 4:20    |  |
| 35.                        | "Cedarwood Road"                       | Songs of Innocence              | 3:24    |  |
| 36.                        | "I Will Follow"                        | Boy                             | 3:40    |  |
| 37.                        | "Two Hearts Beat as One"               | War                             | 4:08    |  |
| 38.                        | "Miracle Drug"                         | How to Dismantle an Atomic Bomb | 3:35    |  |
| 39.                        | "The Little Things That Give You Away" | Songs of Experience             | 4:52    |  |
| 40.                        | "40"                                   | War                             | 3:03    |  |
| Duração total:             | Duração total:                         | Duração total:                  | 39:32   |  |

## Gráficos e certificações
| País/Parada (2023)                          | Melhor posição |
| ------------------------------------------- | -------------- |
| Alemanha (Offizielle Deutsche Charts)       | 1              |
| Austrália (ARIA Charts)                     | 3              |
| Áustria (Ö3 Austria Top 40)                 | 1              |
| Bélgica (Ultratop de Flandres)              | 1              |
| Bélgica (Ultratop de Valônia)               | 1              |
| Canadá (Canadian Albums Chart)              | 5              |
| Croácia (HDU)                               | 1              |
| Dinamarca (Hitlisten)                       | 8              |
| Escócia (Scottish Albums Charts)            | 1              |
| Espanha (PROMUSICAE)                        | 2              |
| Estados Unidos (Billboard 200)              | 5              |
| Estados Unidos (Top Alternative Albums)     | 1              |
| Estados Unidos (Top Album Sales)            | 1              |
| Finlândia (Suomen virallinen lista)         | 29             |
| França (SNEP)                               | 2              |
| Hungria (MAHASZ)                            | 7              |
| Irlanda (Irish Albums Chart)                | 1              |
| Itália (FIMI)                               | 1              |
| Japão (Oricon Albums Chart)                 | 15             |
| Japão (Oricon Combined Albums)              | 19             |
| Japão (Billboard Hot Albums)                | 13             |
| Noruega (VG-lista)                          | 12             |
| Nova Zelândia (RMNZ)                        | 8              |
| Países Baixos (MegaCharts)                  | 1              |
| Portugal (AFP)                              | 1              |
| Reino Unido (UK Albums Chart)               | 1              |
| República Tcheca (IFPI Slovenská Republika) | 15             |
| Suécia (Sverigetopplistan)                  | 24             |
| Suíça (Schweizer Hitparade)                 | 1              |

| País/Parada (2023–24)         | Posição fixada |
| ----------------------------- | -------------- |
| Alemanha (Offizielle Top 100) | 50             |
| Bélgica (Ultratop Flandres)   | 101            |
| Bélgica (Ultratop Valônia)    | 71             |
| Espanha (PROMUSICAE)          | 93             |
| França (SNEP)                 | 36             |
| Suíça (Schweizer Hitparade)   | 85             |

## Certificações
| França (SNEP)                                           | Ouro | 50 000‡ |
| ‡Certificação com base no número de vendas + streaming. |      |         |

## Créditos
Adaptado da contra-capa do encarte.
U2
- Bono – vocal
- The Edge – violão  ·  vocal  ·  piano, teclado  ·  baixo (faixas 5, 24, 26, 27)  ·  baixo acústico  ·  piano elétrico (faixas 2 e 31)  ·  programação (faixas 4 e 23)  ·  dulcimer (faixas 17, 24 e 26)  ·  piano elétrico Wurlitzer (faixas 31, 37 e 40)  ·  programação de bateria (faixa 30)  ·  ukulele (faixas 33 e 40)
- Adam Clayton – baixo
- Larry Mullen Jr. – bateria  ·  percussão (faixa 1)

Performance adicional
- Abe Laboriel Jr. – vocal de apoio  ·  arranjo vocal (faixa 1)
- Bob Ezrin – sintetizador (faixa 6)  ·  violoncelo (faixa 40)  ·  órgão (faixa 29)  ·  violão (faixa 32)  ·  efeitos sonoros (faixa 32)  ·  cordas e arranjo de cordas (faixa 32)
- Duncan Stewart – guitarra (faixa 17)  ·  percussão (faixa 37)  ·  teclado (faixa 34)  ·  vocal de apoio (faixas 19 e 37)  ·  piano elétrico (faixa 31)  ·  sintetizador (faixas 2 e 19)  ·  teclado adicional (faixas 6 e 9)  ·  programação (faixa 9)  ·  órgão (faixas 16 e 34)  ·  piano elétrico Wurlitzer (faixas 22, 23 e 31)  ·  marimba (faixa 25)  ·  programações de bateria e sintetizador (faixa 26)  ·  violão (faixa 32)  ·  flauta (faixa 34)  ·  palma (faixa 37)
- Declan Gaffney – piano (faixas 28 e 35)  ·  sintetizador (faixa 2)
- Stjepan Hauser – violoncelo (faixas 2, 18 e 21)
- Terry Lawless – teclado adicional (faixas 5 e 36)
- Anil Sebastian – coro (faixa 6)
- Anna Holloway – coro (faixa 6)
- Caitlin Sinclair – coro (faixa 6)
- Cerian Holland – coro (faixa 6)
- Connor Going – coro (faixa 6)
- Didier Rochard – coro (faixa 6)
- Jeremy Franklin – coro (faixa 6)
- Kate Westall – coro (faixa 6)
- Liv Barath – coro (faixa 6)
- Lydia Clowes – coro (faixa 6)
- Chloe Dale Poswilo – vocal de apoio (faixa 6)
- Hollis Howard – vocal de apoio (faixa 6)
- Peter Gregson – violoncelo (faixas 7 e 9)
- John Metcalfe – banda de sopro e arranjo de sopro (faixa 8)  ·  cordas e arranjo de cordas (faixa 32)
- Karsh Kale – sinos  ·  arranjo de coro  ·  orquestra (faixa 10)
- Hillspring Children's Choir (Mumbai) – coro (faixa 10)
- Kamakshi Khanna – coro (faixa 10)
- Ezra Mullen – pandeiro (faixa 13)
- Dan Oestreicher – saxofone alto  ·  saxofone barítono (faixa 14)
- Rori Coleman - banda de metais (faixa 14)
- Trombone Shorty - banda de metais (faixa 14)
- Yirmayah Yisrael – saxofone tenor (faixa 14)
- Andrés Forero – percussão (faixa 16)
- Brian Eno – vocal de apoio (faixa 22)
- Daniel Lanois – vocal de apoio (faixa 22)
- Stuart Morgan – baixo (faixa 22)
- Andy Barlow – teclado adicional (faixa 39)
- Jolyon Thomas – guitarra e teclado adicionai (faixa 39)

Técnica
- The Edge – produção  ·  engenharia de áudio (faixas 3, 5, 7, 10–12, 15, 18, 20, 23, 25, 30–31, 34 e 38)
- Bob Ezrin – produção (faixas 6 e 29)  ·  co-produção (faixas 1, 3–5, 7–16, 19–20, 22–23, 28, 31–32, 34–35, 38–40)  ·  mixagem (faixa 38)
- Duncan Stewart – produção (faixas 6, 26 e 37)  ·  produção adicional (faixas 1–5, 7–10, 12–17, 19–20, 22–25, 27–29, 31–36, 38–40)  ·  engenharia (faixas 1–29, 31–40)  ·  mixagem (faixas 1–15, 17, 19–20, 22, 24–28, 30–40)
- Declan Gaffney – produção (faixa 18)  ·  produção adicional (faixas 21 e 36)  ·  engenharia (faixas 2, 4, 7–9, 15, 18–19, 21, 26–28, 32, 34–36)  ·  mixagem (faixas 8, 18, 21 e 36)
- Richard Rainey – produção adicional (faixa 14)  ·  engenharia (faixas 2, 9, 14, 19, 22, 24, 28, 31, 37–39)  ·  mixagem (faixas 19 e 37)
- Bono – produção (faixa 31)
- Alastair McMillan – engenharia (faixas 1, 4, 6–15, 17, 19, 21–24, 27–29, 31–35, 37–40)  ·  mixagem (faixas 7, 19 e 39)
- Julian Shank – engenharia adicional (faixas 1, 3, 6, 9–11, 14–17, 19, 23, 25, 28, 30, 32, 34, 37–39)
- Bobby Mota – engenharia adicional (faixas 3, 15, 28, 35, 37 e 39)
- Jonathan Pfarr – engenharia (faixa 6)  ·  engenharia de áudio (faixas 3, 10–12, 15, 18, 26, 28 e 37)
- Alisse Laymac – engenharia (faixas 4, 11, 13, 16, 19, 22–24, 27 e 39)
- Nicole Schmidt – engenharia adicional (faixas 4, 7–8, 19, 23, 25–26, 32–34)
- Toby Alington – engenharia (faixa 6)
- Rab McAllister – engenharia adicional (faixas 6 e 33)
- Paul Schoen – engenharia (faixa 14)
- Rob Kinelski – mixagem (faixas 16, 23 e 29)
- Eli Heisler – assistência de mixagem (faixas 16, 23 e 29)
- Scott Sedillo – engenharia de masterização